# Марьяновка (Алтайский край)
Марьяновка — упразднённое село в Немецком национальном районе Алтайского края. Ликвидировано в 1972 г., население переселено в село Николаевка.

## География
Село располагалось в 5 км к северо-востоку от села Николаевка.

## История
Основано в 1908 году, немцами переселенцами из Причерноморья. До 1917 года лютеранское село Подсосновской волости Барнаульского уезда Томской губернии. В 1931 г. организован колхоз «Коминтерн». С 1958 г. отделение колхоза «Победа». Жители переселены на центральную усадьбу в село Николаевка.

## Население[2]
| год     | 1911 | 1926 |
| ------- | ---- | ---- |
| человек | 100  | 373  |